# Jódžinbó
Jódžinbó (japonsky 用心棒 Tělesná stráž), někdy také uváděný jako Yojimbo, je černobílý japonský film režiséra Akira Kurosawy z roku 1961. Ve filmu přijíždí hlavní hrdina – rónin (Toširó Mifune) – do města, v kterém zuří válka dvou gangů o nadvládu. Rónin přesvědčí vůdce obou gangů, aby si ho najali jako ochránce a obratným manévrováním docílí toho, že se oba gangy navzájem zničí.
Jódžinbó byl později několikrát znovu zfilmován např. jako spaghetti western Sergio Leoneho Pro hrst dolarů (A Fistful of Dollars) s Clintem Eastwoodem v hlavní roli nebo jako gangsterský film z období americké prohibice Poslední zůstává (Last Man Standing) režiséra Waltera Hilla s Brucem Willisem v hlavní roli.